# Mister Ajikko
Mister Ajikko (ミスター味っ子, Mistā Ajikko) est un manga culinaire de Daisuke Terasawa, sorti en 1986. La version française est publiée par Black Box.
Il fut adapté en anime de 99 épisodes, diffusé en France sous le nom Le Petit Chef à partir d'octobre 1991 sur TF1.
Le manga remporta le Prix du manga Kōdansha en 1988 dans la catégorie Shōnen.

## Synopsis
Gaspard Savoureux (VF), grand critique gastronomique japonais et gastronome accompli, est le dirigeant respecté d'une grande association qui compte dans le domaine de la restauration. Lors du premier épisode il se déplace en personne pour aller évaluer un restaurant prétendant mériter de faire partie des établissements recommandés par l'association. Après cette visite, il s'en retourne au siège de l'association.
En chemin, son secrétaire particulier qui conduit son véhicule, et un jeune adolescent se déplaçant sur un skateboard ont une altercation, puis un peu plus loin à sa demande son véhicule s'arrête devant un petit restaurant familial à l'apparence traditionnelle.
Une fois entré, il est surpris de retrouver l'adolescent, un certain Thomas, pour qui cuisiner est son quotidien. Il s'avère qu'il n'est pas que fan de skateboard : il est surnommé « Petit Chef » par les clients du restaurant familial dans lequel il travaille en tenant la cuisine seul pour aider sa mère depuis longtemps veuve du père de Thomas qui était un cuisinier de métier.
Gaspard Savoureux, malgré les propos de son secrétaire, commande et goûte un plat confectionné par Thomas. Conquis par ce jeune garçon ayant apparemment un réel don pour la cuisine, il lui laisse sa prestigieuse carte de visite et l'invite à lui rendre visite.
Dans cette série non violente, insistant sur l'importance de l'art culinaire, le goût et la satisfaction des clients, les conflits et différends entre personnages sont résolus par la confrontation de leurs talents de cuisiniers. En dehors de l'esprit de compétition culinaire entre les protagonistes, des éléments secondaires d'intrigue sont développés.

## Personnages principaux
- Thomas Agosti (Ouichi "Mister Ajikko");
- La mère de Thomas;
- Isabelle, la camarade de classe de Thomas;
- Didou, le petit frère d'Isabelle (Shigeru);
- Gaspard Savoureux (Aji-ho) ;
- Mario et les autres membres de l'association.

## Adaptation

### Fiche technique
- Titre original : ミスター味っ子 (Mistā Ajikko)
- Titre français : Le Petit Chef
- Réalisation : Yasuhiro Imagawa
- Pays :  Japon
- Langue : japonais
- Dates de sortie 
  -  Japon : 8 octobre 1987 - 28 septembre 1989
  -  France : octobre 1991

### Distribution
Version française
- Jackie Berger : Thomas
- Raoul Guillet : Gaspard Savoureux
- Sarah Marot : Isabelle
- Francette Vernillat : Didou, Matthieu